# Ah li galli
Ah li galli è il terzo e ultimo album del cantautore Gianni Davoli pubblicato nel 1996.

## Descrizione
Ah li galli (terzo e ultimo album di Davoli pubblicato nel 1996 con l'etichetta discografica Fonit Cetra) contiene l'omonimo singolo e un altro singolo particolarmente caratteristico dal titolo Un angelo coi baffi, il quale parla della passione che il cantautore romano prova nei confronti del celebre cantautore defunto Domenico Modugno. Tutte le canzoni dell'album sono inedite tranne Vento contro vento pubblicato otto anni prima come lato b del singolo Via del corso. Nell'album, inoltre, è presente anche la cover della canzone Lu pisce spada di Modugno.

## Tracce
1. Ah li galli – 3:09 (G.Davoli, A.Tirone, G.Aquilino, M.Pappagallo)
2. Vento contro vento – 3:45 (R.Serio, F.Moro, G.Davoli, A.Tirone, G.Cicolani, G.Aquilino)
3. Volerò da solo – 3:33 (A.Tirone, G.Aquilino, R.Gabriele)
4. La bumba – 3:30 (G.Davoli, A.Tirone, G.Aquilino, M.Sodano)
5. Diavolo – 3:35 (G.Davoli, M.Santini, A.Tirone, G.Aquilino)
6. Un angelo coi baffi – 4:12 (G.Davoli, A.Tirone, G.Aquilino, M.Pappagallo)
7. Lu pisce spada – 2:43 (D.Modugno)
8. Il salvagente – 4:05 (G.Davoli, A.Tirone, S.Iovane, G.Aquilino, R.Gabriele)
9. Lungomare – 3:45 (G.Davoli, M.Santini, A.Tirone, G.Aquilino)
10. Camping – 3:45 (G.Davoli, A.Tirone, G.Aquilino, R.Gabriele)
11. Sei una peste – 3:46 (G.Davoli, A.Tirone, G.Aquilino, M.Pappagallo)